# 1992-es Le Mans-i 24 órás verseny
A 60. Le Mans-i 24 órás versenyt 1992. június 20. és június 21. között rendezték meg.

## Végeredmény
| Helyezés | Kategória | #  | Csapat                                       | Versenyző                                                          | Modell                             | Gumi | Körök |
| Helyezés | Kategória | #  | Csapat                                       | Versenyző                                                          | Motor                              | Gumi | Körök |
| -------- | --------- | -- | -------------------------------------------- | ------------------------------------------------------------------ | ---------------------------------- | ---- | ----- |
| 1        | C1        | 1  | Peugeot Talbot Sport                         | Derek Warwick Yannick Dalmas Mark Blundell                         | Peugeot 905 Evo 1B                 | M    | 352   |
| 1        | C1        | 1  | Peugeot Talbot Sport                         | Derek Warwick Yannick Dalmas Mark Blundell                         | Peugeot SA35 3.5L V10              | M    | 352   |
| 2        | C1        | 33 | Toyota Team Tom's                            | Masanori Sekiya Pierre Henri Raphanel Kenny Acheson                | Toyota TS010                       | G    | 346   |
| 2        | C1        | 33 | Toyota Team Tom's                            | Masanori Sekiya Pierre Henri Raphanel Kenny Acheson                | Toyota RV10 3.5L V10               | G    | 346   |
| 3        | C1        | 2  | Peugeot Talbot Sport                         | Mauro Baldi Philippe Alliot Jean-Pierre Jabouille                  | Peugeot 905 Evo 1B                 | M    | 345   |
| 3        | C1        | 2  | Peugeot Talbot Sport                         | Mauro Baldi Philippe Alliot Jean-Pierre Jabouille                  | Peugeot SA35 3.5L V10              | M    | 345   |
| 4        | C1        | 5  | Mazdaspeed Co. Ltd. Oreca                    | Johnny Herbert Volker Weidler Bertrand Gachot Maurizio Sandro Sala | Mazda MXR-01                       | M    | 336   |
| 4        | C1        | 5  | Mazdaspeed Co. Ltd. Oreca                    | Johnny Herbert Volker Weidler Bertrand Gachot Maurizio Sandro Sala | Mazda (Judd) MV10 3.5L V10         | M    | 336   |
| 5        | C2        | 35 | Trust Racing Team                            | Stefan Johansson George Fouché Steven Andskär                      | Toyota 92C-V                       | D    | 336   |
| 5        | C2        | 35 | Trust Racing Team                            | Stefan Johansson George Fouché Steven Andskär                      | Toyota R36V 3.6L Turbo V8          | D    | 336   |
| 6        | C3        | 54 | Courage Compétition                          | Bob Wollek Henri Pescarolo Jean-Louis Ricci                        | Cougar C28LM                       | G    | 335   |
| 6        | C3        | 54 | Courage Compétition                          | Bob Wollek Henri Pescarolo Jean-Louis Ricci                        | Porsche Type-935 3.0L Turbo Flat-6 | G    | 335   |
| 7        | C3        | 51 | Kremer Porsche Racing                        | Manuel Reuter John Nielsen Giovanni Lavaggi                        | Porsche 962CK6                     | Y    | 334   |
| 7        | C3        | 51 | Kremer Porsche Racing                        | Manuel Reuter John Nielsen Giovanni Lavaggi                        | Porsche Type-935 3.0L Turbo Flat-6 | Y    | 334   |
| 8        | C1        | 8  | Toyota Team Tom's                            | Jan Lammers Andy Wallace Teo Fabi                                  | Toyota TS010                       | G    | 331   |
| 8        | C1        | 8  | Toyota Team Tom's                            | Jan Lammers Andy Wallace Teo Fabi                                  | Toyota RV10 3.5L V10               | G    | 331   |
| 9        | C2        | 34 | Toyota Team Tom's Kitz Racing Team with SARD | Roland Ratzenberger Eje Elgh Eddie Irvine                          | Toyota 92C-V                       | B    | 321   |
| 9        | C2        | 34 | Toyota Team Tom's Kitz Racing Team with SARD | Roland Ratzenberger Eje Elgh Eddie Irvine                          | Toyota R36V 3.6L Turbo V8          | B    | 321   |
| 10       | C3        | 67 | Obermaier Racing GmbH                        | Otto Altenbach Jürgen Lässig Pierre Yver                           | Porsche 962C                       | G    | 297   |
| 10       | C3        | 67 | Obermaier Racing GmbH                        | Otto Altenbach Jürgen Lässig Pierre Yver                           | Porsche Type-935 3.0L Turbo Flat-6 | G    | 297   |
| 11       | C3        | 52 | Kremer Porsche Racing                        | Robin Donovan Charles Rickett Almo Coppelli                        | Porsche 962CK6                     | Y    | 297   |
| 11       | C3        | 52 | Kremer Porsche Racing                        | Robin Donovan Charles Rickett Almo Coppelli                        | Porsche Type-935 3.0L Turbo Flat-6 | Y    | 297   |
| 12       | C3        | 53 | ADA Engineering                              | Derek Bell Justin Bell Tiff Needell                                | Porsche 962C GTi                   | G    | 284   |
| 12       | C3        | 53 | ADA Engineering                              | Derek Bell Justin Bell Tiff Needell                                | Porsche Type-935 3.0L Turbo Flat-6 | G    | 284   |
| 13       | C1        | 4  | Euro Racing                                  | Heinz-Harald Frentzen Charles Zwolsman Shunji Kasuya               | Lola T92/10                        | M    | 271   |
| 13       | C1        | 4  | Euro Racing                                  | Heinz-Harald Frentzen Charles Zwolsman Shunji Kasuya               | Judd GV10 3.5L V10                 | M    | 271   |
| 14       | C1        | 22 | Chamberlain Engineering                      | Ferdinand de Lesseps Richard Piper Olindo Iacobelli                | Spice SE89C                        | G    | 258   |
| 14       | C1        | 22 | Chamberlain Engineering                      | Ferdinand de Lesseps Richard Piper Olindo Iacobelli                | Ford Cosworth DFZ 3.5L V8          | G    | 258   |
| 15 NC    | C1        | 36 | Chamberlain Engineering                      | Jun Harada Kenja Shimamura Tomiko Yoshikawa                        | Spice SE89C                        | G    | 160   |
| 15 NC    | C1        | 36 | Chamberlain Engineering                      | Jun Harada Kenja Shimamura Tomiko Yoshikawa                        | Ford Cosworth DFZ 3.5L V8          | G    | 160   |
| 16 NC    | C4        | 66 | Eric Bellefroid Ren Car                      | Walter Breuer Marc Alexandre Frank de Vita                         | Orion LM                           | M    | 78    |
| 16 NC    | C4        | 66 | Eric Bellefroid Ren Car                      | Walter Breuer Marc Alexandre Frank de Vita                         | Peugeot 1.9L I4                    | M    | 78    |
| 17 DNF   | C1        | 31 | Peugeot Talbot Sport                         | Karl Wendlinger Eric van de Poele Alain Ferté                      | Peugeot 905 Evo 1B                 | M    | 208   |
| 17 DNF   | C1        | 31 | Peugeot Talbot Sport                         | Karl Wendlinger Eric van de Poele Alain Ferté                      | Peugeot SA35 3.5L V10              | M    | 208   |
| 18 DNF   | C1        | 7  | Toyota Team Tom's                            | Geoff Lees David Brabham Katajama Ukjó                             | Toyota TS010                       | G    | 192   |
| 18 DNF   | C1        | 7  | Toyota Team Tom's                            | Geoff Lees David Brabham Katajama Ukjó                             | Toyota RV10 3.5L V10               | G    | 192   |
| 19 DNF   | C1        | 21 | Action Formula                               | Luigi Taverna Alessandro Gini John Sheldon                         | Spice SE90C                        | G    | 150   |
| 19 DNF   | C1        | 21 | Action Formula                               | Luigi Taverna Alessandro Gini John Sheldon                         | Ford Cosworth DFZ 3.5L V8          | G    | 150   |
| 20 DNF   | C3        | 56 | Courage Compétition                          | Tomas Saldaña Denis Morin Jean-François Yvon                       | Cougar C28LM                       | G    | 142   |
| 20 DNF   | C3        | 56 | Courage Compétition                          | Tomas Saldaña Denis Morin Jean-François Yvon                       | Porsche Type-935 3.0L Turbo Flat-6 | G    | 142   |
| 21 DNF   | C1        | 6  | Mazdaspeed Co. Ltd. Oreca                    | Maurizio Sandro Sala Takashi Yorino Yojiro Terada                  | Mazda MXR-01                       | M    | 124   |
| 21 DNF   | C1        | 6  | Mazdaspeed Co. Ltd. Oreca                    | Maurizio Sandro Sala Takashi Yorino Yojiro Terada                  | Mazda (Judd) MV10 3.5L V10         | M    | 124   |
| 22 DNF   | C1        | 29 | Team S.C.I.                                  | Ranieri Randaccio Vito Veninata Stefano Sebastiani                 | Tiga GC288                         | G    | 101   |
| 22 DNF   | C1        | 29 | Team S.C.I.                                  | Ranieri Randaccio Vito Veninata Stefano Sebastiani                 | Ford Cosworth DFL 3.3L V8          | G    | 101   |
| 23 DNF   | C3        | 68 | Equipe Alméras-Chotard                       | Jean-Marie Alméras Jacques Alméras Max Cohen-Olivar                | Porsche 962C                       | G    | 85    |
| 23 DNF   | C3        | 68 | Equipe Alméras-Chotard                       | Jean-Marie Alméras Jacques Alméras Max Cohen-Olivar                | Porsche Type-935 3.0L Turbo Flat-6 | G    | 85    |
| 24 DNF   | C3        | 55 | Courage Compétition                          | Pascal Fabre Lionel Robert Marco Brand                             | Cougar C28LM                       | G    | 77    |
| 24 DNF   | C3        | 55 | Courage Compétition                          | Pascal Fabre Lionel Robert Marco Brand                             | Porsche Type-935 3.0L Turbo Flat-6 | G    | 77    |
| 25 DNF   | C1        | 3  | Euro Racing                                  | Jésus Pareja Cor Euser Charles Zwolsman                            | Lola T92/10                        | M    | 50    |
| 25 DNF   | C1        | 3  | Euro Racing                                  | Jésus Pareja Cor Euser Charles Zwolsman                            | Judd GV10 3.5L V10                 | M    | 50    |
| 26 DNF   | C4        | 58 | Welter Racing                                | Patrick Gonin Didier Artzet Pierre Petit                           | WR LM92                            | M    | 42    |
| 26 DNF   | C4        | 58 | Welter Racing                                | Patrick Gonin Didier Artzet Pierre Petit                           | Peugeot 1.9L I4                    | M    | 42    |
| 27 DNF   | C4        | 61 | Didier Bonnet Autoracing                     | Didier Bonnet Gérard Tremblay Jacques Heuclin                      | Debora 92                          | P    | 25    |
| 27 DNF   | C4        | 61 | Didier Bonnet Autoracing                     | Didier Bonnet Gérard Tremblay Jacques Heuclin                      | Alfa Romeo 3.0L V6                 | P    | 25    |
| 28 DNF   | C1        | 9  | British Racing Motors                        | Wayne Taylor Harri Toivonen Richard Jones                          | BRM P351                           | G    | 20    |
| 28 DNF   | C1        | 9  | British Racing Motors                        | Wayne Taylor Harri Toivonen Richard Jones                          | BRM (Weslake) 3.5L V12             | G    | 20    |
| DNS      | C1        | 30 | TDR Spice Racing                             | Chris Hodgetts François Migault Thierry Lecerf                     | Spice SE90C                        | ?    | -     |
| DNS      | C1        | 30 | TDR Spice Racing                             | Chris Hodgetts François Migault Thierry Lecerf                     | Ford Cosworth DFZ 3.5 V8           | ?    | -     |
| DNQ†     | C2        | 60 | Team MP Racing                               | Marc Pachot Raymond Touroul Didier Cadarec                         | ALD C289                           | M    | -     |
| DNQ†     | C2        | 60 | Team MP Racing                               | Marc Pachot Raymond Touroul Didier Cadarec                         | Peugeot PRV 3.0L V6                | M    | -     |